# Pendolarismo

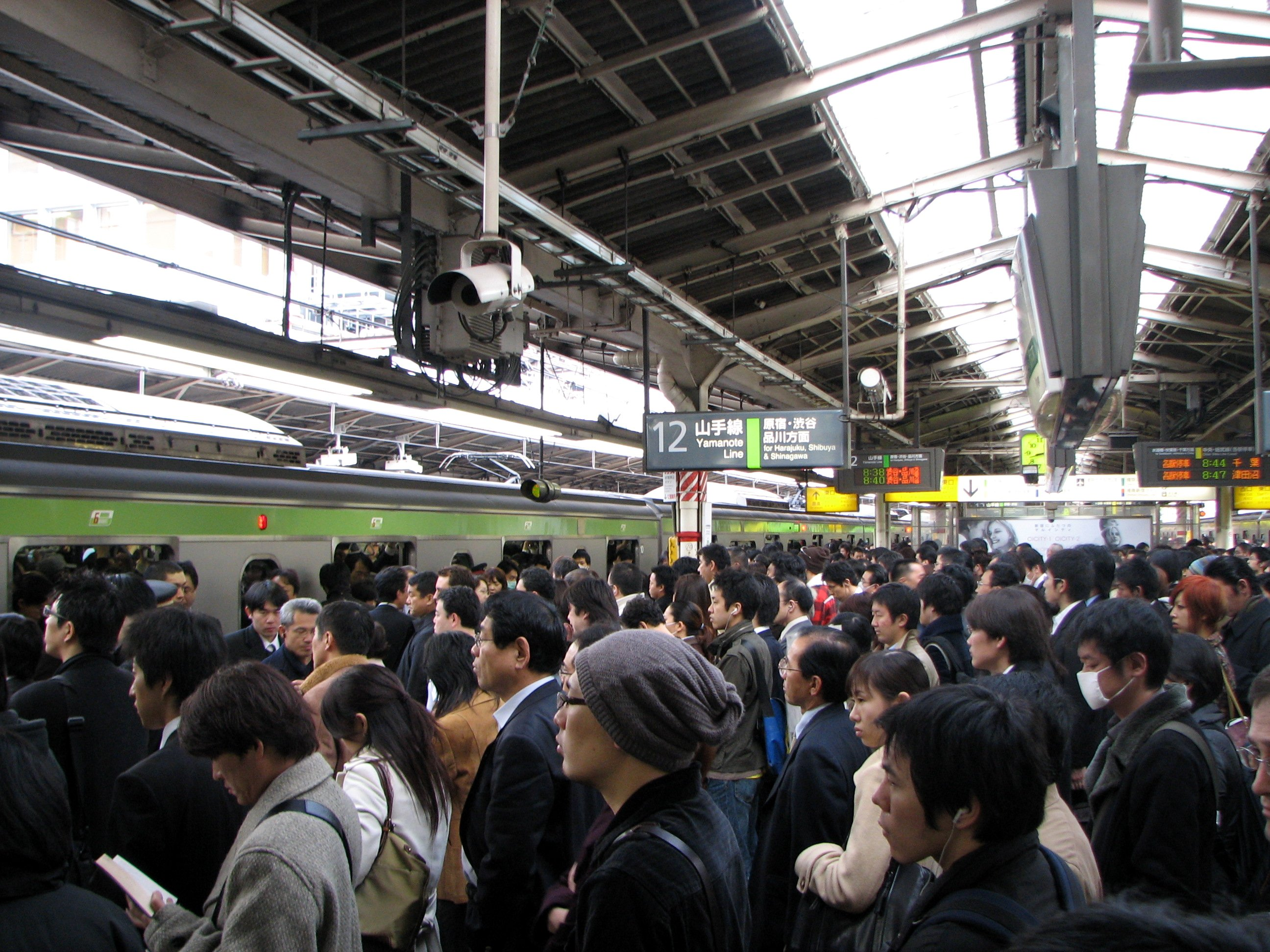
Stazione di Shinjuku di Tokyo gremita di pendolari.

Il pendolarismo (da pendolo) è il fenomeno che consiste nel duplice spostamento quotidiano, o a diversa cadenza temporale (per es. settimanale) di persone (dette appunto pendolari) che si muovono, in genere tramite trasporto pubblico, alternativamente dal proprio luogo di residenza al luogo di studio, lavoro o ad altra destinazione. Tale fenomeno ha assunto un particolare rilievo socioeconomico nelle maggiori agglomerazioni urbane.